# Cantón de Évreux-Norte
El cantón de Évreux-Norte era una división administrativa francesa, que estaba situada en el departamento de Eure y la región de Alta Normandía.

## Composición
El cantón estaba formado por veinticuatro comunas, más una fracción de la comuna que le daba su nombre:
- Aviron
- Bacquepuis
- Bernienville
- Brosville
- Dardez
- Émalleville
- Évreux (fracción)
- Gauville-la-Campagne
- Graveron-Sémerville
- Gravigny
- Irreville
- La Chapelle-du-Bois-des-Faulx
- Le Boulay-Morin
- Le Mesnil-Fuguet
- Le Tilleul-Lambert
- Normanville
- Parville
- Quittebeuf
- Reuilly
- Sacquenville
- Sainte-Colombe-la-Commanderie
- Saint-Germain-des-Angles
- Saint-Martin-la-Campagne
- Tournedos-Bois-Hubert
- Tourneville

## Supresión del cantón de Évreux-Norte
En aplicación del Decreto n.º 2014-241 de 25 de febrero de 2014, el cantón de Évreux-Norte fue suprimido el 22 de marzo de 2015 y sus 25 comunas pasaron a formar parte; doce del nuevo cantón de Le Neubourg, diez del nuevo cantón de Évreux-2, dos del nuevo cantón de Conches-en-Ouche y la fracción de la comuna que le daba su nombre se unió con las demás para que, por medio de una reestructuración cantonal, fueran creados los nuevos cantones de Évreux-1, Évreux-2 y Évreux-3.